# Heilig-Geist-Kirche (Magdeburg)

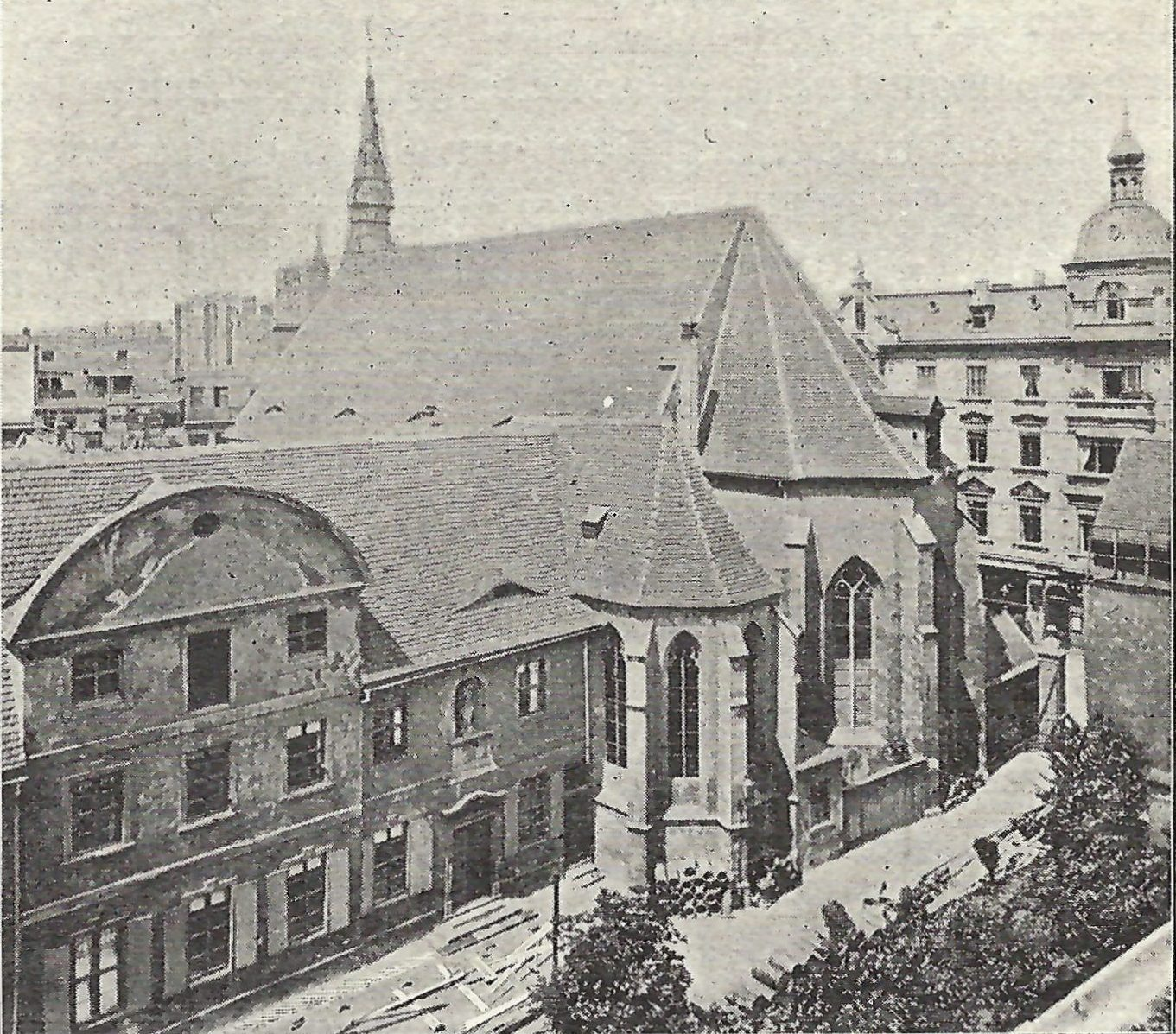
Blick auf die Heilig-Geist-Kirche vom Annenstift aus, 1902 oder früher

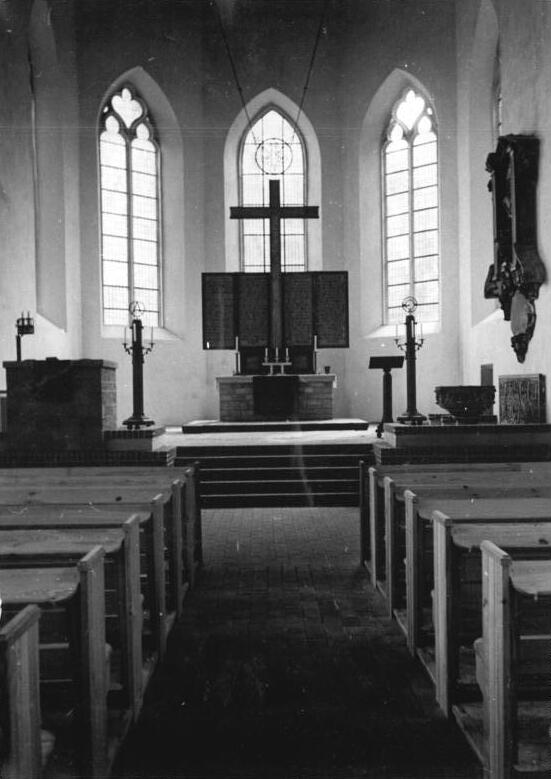
Innenraum der Heilig-Geist-Kirche nach ihrem Wiederaufbau 1951

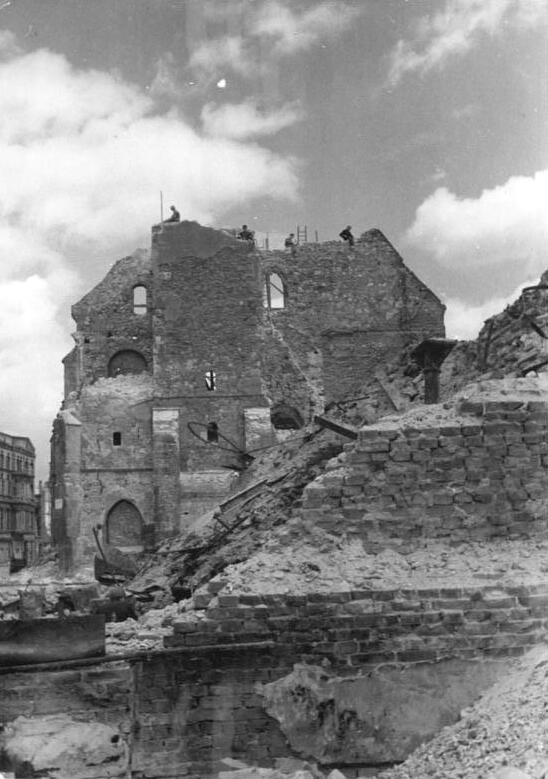
Ruine der Heilig-Geist-Kirche im Oktober 1950

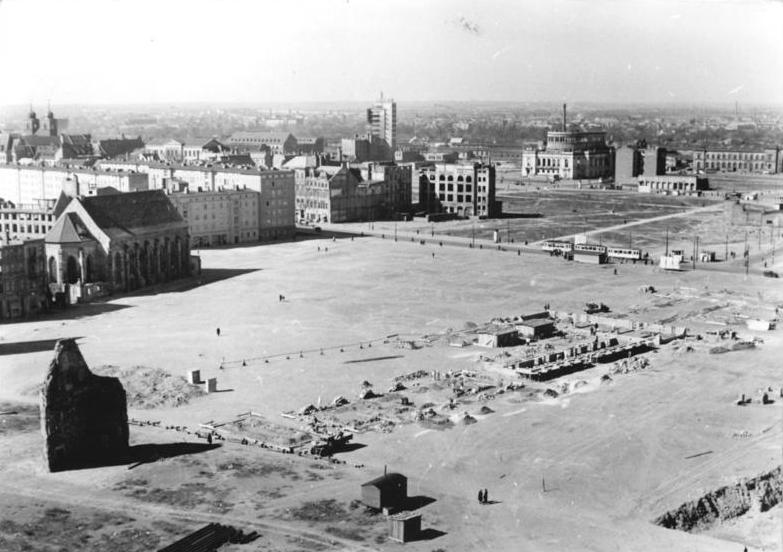
Heilig-Geist-Kirche, links im Bild, Blick von Nordosten, 1953

Die Heilig-Geist-Kirche (Kirche Sankt Spiritus) war eine Kirche im Magdeburger Stadtteil Altstadt.

## Geschichte
Die Grundsteinlegung für den Bau einer Heilig-Geist-Kapelle erfolgte um 1214 als Kapelle des von der vermögenden Magdeburger Gewandschneiderinnung gestifteten gleichnamigen späteren Hospitals St. Annen.
1288 wurde südlich dieses Baus eine weitere Kapelle mit dem Patrozinium der heiligen Anna errichtet, finanziert durch fünf Gewandschneider. Es erfolgten mehrere Erweiterungen, in deren Folge 1490 erstmals die Heilig-Geist-Kirche erwähnt wurde.
Ab dem Jahr 1524 wurde diese Kirche der Ausgangspunkt der Reformation in Magdeburg, als der Franziskanermönch Johannes Fritzhans dort lutherisch predigte. Noch im selben Jahr wurde sie Pfarrkirche für eine neu gebildete lutherische Gemeinde.
Bei der Erstürmung Magdeburgs durch kaiserliche Truppen unter Tilly am 10. Maijul. / 20. Mai 1631greg. brannte die Kirche nieder. Nach Um- und Wiederaufbau wurde sie ab 1693 wieder genutzt. 1752 wurde das Epitaph des Magdeburger Unternehmers und Regierungsrats Gottlieb von Haeseler in der Heilig-Geist-Kirche errichtet.
Bei Luftangriffen im Zweiten Weltkrieg wurde die Kirche 1945 stark beschädigt. Die Kirchenausstattung ging verloren. Nach dem ab 1948 erfolgten Wiederaufbau fanden ab 1950 bis zum 30. März 1959 wieder Gottesdienste statt. Ende Mai 1959 wurde sie, wie mehrerer andere Magdeburger Kirchen, die den Planern einer sozialistischen Musterstadt nicht ins Konzept passten, gesprengt.
An ihrer Stelle entstand in den 1950er Jahren ein moderner Gebäudekomplex. Nahe des ehemaligen Standortes der Heilig-Geist-Kirche (heutige Goldschmiedebrücke Höhe Regierungsstraße) steht heute zur Erinnerung ein kleines Modell der Kirche.

## Gestaltung
Auf der Westseite befand sich ein kleiner Turm, mit einem schlanken in Zwiebelspitzform versehenen Turmhelm. Das Mittelschiff wies ein nach dem Zerstörungen des Dreißigjährigen Kriegs eingezogenes gotisches Gewölbe auf, welches mit einem Sternenmuster verziert war.
In der Kirche befand sich die Erbgruft einer bürgerlichen Familie, die zu den Magdeburger Sehenswürdigkeiten gehörte und besichtigt werden konnte. Es handelte sich um die älteste und größte erhaltene Gruft dieser Art. Bei der Sprengung der Kirche ging auch sie verloren.

## Ausstattung

### Orgeln
Die Kirche erhielt 1698 eine Orgel von Arp Schnitger mit zwei Manualen, Pedal und 26 Registern. Diese Orgel wurde jedoch schon 1737 nach Groß Quenstedt verkauft. Das Gehäuse dieser Orgel ist erhalten, es befindet sich heute in der Kirche St. Peter und Paul in Wegeleben.
Joachim Wagner erbaute 1747–50 in der Heilig-Geist-Kirche eine neue, sehr viel größere Orgel mit drei Manualen und 47 Registern. Diese Orgel bestand ohne größere Veränderungen bis 1873; dann erstellte Carl Böttcher unter der Ägide des Orgelrevisors und Magdeburger Domorganisten August Gottfried Ritter einen Orgelneubau mit drei Manualen und 46 Registern unter Wiederverwendung des sehr schönen Orgelgehäuses und weiteren Teilen der alten Orgel. 1945 wurde diese Orgel vernichtet.
Nach dem Wiederaufbau fertigte die Firma Orgelbau A. Schuster & Sohn (Zittau) 1957 eine zweimanualige Orgel mit 27 Registern und elektropneumatischer Traktur für die Heilig-Geist-Kirche an. Die noch fast neue Orgel wurde aufgrund der geplanten Sprengung jedoch bald wieder ausgebaut und als Behelfsinstrument im – für diese Orgel viel zu großen – Dom aufgestellt, weil dessen Orgel 1945 zerstört worden war. Nachdem dort 1970 eine Schuke-Orgel mit 37 Registern eingeweiht werden konnte, stellte man die Schuster-Orgel im Jahr 1975 in St. Nicolai in der Neuen Neustadt dauerhaft auf. Damit sie auf der Empore der Nicolaikirche Platz fand, wurden das Register „Offenbaß 16′“ und die großen Oktaven der Hauptwerksprincipale 4′ und 8′ sowie der Prospekt entfernt. Seit 2018 wird an einer neuen Orgel für die Nicolaikirche, in der etwa 10 bis 15 % des Pfeifenbestands der Schuster-Orgel weiter genutzt werden sollen, gearbeitet.

### Glocken
Die von Jacob Wenzel 1683 gegossene Telemannglocke trägt auf ihrer Inschrift unter anderem den Namen von Georg Philipp Telemanns Vater Heinrich. Sie sollte im Zweiten Weltkrieg für Rüstungszwecke eingeschmolzen werden, überstand den Krieg jedoch auf dem Hamburger Glockenfriedhof und gelangte Anfang der 1950er Jahre zur Reparatur in die Glockengießerei Schilling in Apolda. 1983 wurde sie nach Magdeburg zurückgebracht und steht jetzt in der Wallonerkirche.

## Persönlichkeiten
In der Kirche wurde der Komponist Georg Philipp Telemann getauft. Im 17. Jahrhundert war zeitweise Peter Schrader Kirchvater der Gemeinde. Von 1864 bis 1909 war der Komponist Rudolph Palme als Organist in der Kirche tätig.
An der Kirche waren eine Vielzahl bekannter Theologen tätig:
- Johannes Fritzhans, Pfarrer
- Johann Baumgart, Pfarrer ab 1540
- Jonas Nicolai, Pfarrer von 1626 bis 1631
- Polykarp Leyser III., Pastor von 1685 bis 1687
- Gottlieb Treuer, Oberpfarrer von 1687 bis 1702
- Peter Theodor Seelmann, Pastor von 1702 bis 1706
- Johann Friedrich Olearius (Theologe, 1697), Adjunkt ab 1727, Diakon ab 1727, Oberpfarrer ab 1745
- Friedrich Eberhard Rambach, Diakon ab 1745, Pastor von 1750 bis 1751
- Johann Esaias Silberschlag, Pfarrer von 1756 bis 1766
- Johann Samuel Patzke, zweiter Prediger ab 1761
- Christoph Christian Sturm, Prediger von 1769 bis 1778
- Georg Heinrich Berkhan, Diakon ab 1778
- Konrad Gottlieb Ribbeck, Pastor von 1786 bis 1800 und später erster Ehrenbürger Berlins
- Karl Christoph Gottlieb Zerrenner, Prediger ab 1805
- Friedrich August Scheele, Pfarrer ab 1809
- Wilhelm Franz Sintenis, zweiter Prediger ab 1824, erster Prediger von 1831 bis 1859
- Friedrich Otto Gräbner, Prediger von 1876 bis 1879